# Partei des Demokratischen Sozialismus

Logo van de Linkspartei.PDS

De Partei des Demokratischen Sozialismus (PDS, 'Partij van het Democratische Socialisme') was een Duitse politieke partij van socialistische signatuur, die tussen 17 juli 2005 en 16 juni 2007 de naam Die Linkspartei. of Die Linkspartei.PDS (afgekort Die Linke.PDS, 'de linkse partij') droeg. De partij werd opgericht in 1989 als opvolger van de Oost-Duitse regeringspartij SED en fuseerde op 16 juni 2007 met de sociaaldemocratische WASG tot Die Linke.

## Partei des Demokratischen Sozialismus
De PDS was de opvolger van de communistische Sozialistische Einheitspartei Deutschlands (SED). De partij werd in december 1989 gesticht onder de naam SED-PDS, maar in 1990 werd de partijnaam definitief PDS. Bij de eerste (en enige) vrije Volkskammerverkiezingen van maart 1990 verkreeg de PDS 16.3% van de stemmen en verkreeg 66 zetels en werd daarmee de derde partij in het parlement.
Bij de eerste verkiezingen van het herenigde Duitsland van december 1990 verkreeg de PDS 10% van de stemmen in Oost-Duitsland (2,4% in totaal). Gelet de bijzondere regeling voor de kiesdrempel van 5% (toegepast in het voormalig Oost- en West-Duitsland afzonderlijk) verkreeg de PDS 17 zetels in Bondsdag. Partijvoorzitter Gregor Gysi trad in 1993 af en werd opgevolgd door Lothar Bisky.
In 1994 haalde de PDS 4,4% van de stemmen, maar kon toch met 30 zetels in de Bondsdag omdat zij 4 directmandaten gewonnen hadden. In 1998 verkreeg de PDS 5,1% van de stemmen, haalde dus de kiesdrempel, en bezette 36 zetels. In 2002 kon de partij slechts 2 zetels (directmandaten voor Petra Pau en Gesine Lötzsch) halen.
Ideologisch gezien was de PDS socialistisch of "neo-communistisch" (deze laatste term wordt vooral in de buitenlandse pers gebruikt). Ook steunde de PDS openlijk de progressieve elementen uit de voormalige DDR. Onder andere door deze houding is de DKP een gezamenlijke kieslijst aangegaan met de PDS in de Duitse verkiezingen van 2005 (door middel van de WASG).
In 1999 schoof de PDS de katholieke theologe Uta Ranke-Heineman als presidentskandidaat naar voren.
De PDS maakte deel uit van de meeste voormalige DDR-deelstaatregeringen.

## Die Linkspartei.PDS
Op 17 juli 2005 wijzigde de PDS haar naam in Die Linkspartei. 74,6% van de leden ging akkoord met de naamswijziging. Reden voor deze naamswijziging was vooral de pressie van de nieuwe linkse groepering Wahlalternative Arbeit und Soziale Gerechtigkeit (afkorting WASG) (Verkiezingsalternatief Arbeid en Sociale Gerechtigheid) die naamswijziging als eis stelde voor verdere samenwerking (onder andere een verkiezingsalliantie). De naam werd 'Linkspartei/PDS'.
Bij de verkiezingen van 18 september 2005 behaalde de partij 8,7 procent van de stemmen, goed voor 54 zetels in de Bondsdag. Dat is drie zetels meer dan regeringspartij De Groenen. Desondanks kreeg de partij geen vertegenwoordiger in het presidium van de Bondsdag. "Die Linken" waren zo onhandig geweest om hun voorzitter en vroegere Stasi-medewerker Lothar Bisky kandidaat te stellen. Fractievoorzitter van Die Linkspartei/PDS was Gregor Gysi.

## Partijvoorzitters
- Hans Modrow (erevoorzitter sinds 1990)
- Gregor Gysi 1990-1993
- Lothar Bisky 1993-2000
- Gabi Zimmer 2000-2003
- Lothar Bisky 2003-2007